# Publius Lucretius Tricipitinus (tribun consulaire en -419)
Pour les articles homonymes, voir Lucretius Tricipitinus.
Publius Lucretius Tricipitinus est un homme politique romain, tribun militaire à pouvoir consulaire en 419 et 417 av. J.-C.

## Famille
Il est membre de la branche des Lucretii Tricipitini de la gens Lucretia. Il est le fils de Hostus Lucretius Tricipitinus, consul en 429 av. J.-C. Son nom complet, donné par les Fastes capitolins pour l'année 417 av. J.-C., est Publius Lucretius Hosti.f. Tricipitinus.

## Biographie

### Tribunat consulaire (419)
En 419 av. J.-C., il est tribun militaire à pouvoir consulaire avec trois autres collègues. Une conspiration d'esclaves est découverte.

### Tribunat consulaire (417)
En 417 av. J.-C., il est à nouveau tribun militaire à pouvoir consulaire avec trois autres collègues,,.